# Определённый интеграл
Определённый интеграл — одно из основных понятий математического анализа, один из видов интеграла. Определённый интеграл является числом, равным пределу сумм особого вида (интегральных сумм). Геометрически определённый интеграл выражает площадь «криволинейной трапеции», ограниченной графиком функции. В терминах функционального анализа, определённый интеграл — аддитивный монотонный функционал, заданный на множестве пар, первая компонента которых есть интегрируемая функция  или функционал, а вторая — область в множестве задания этой функции (функционала).

Что такое определённый интеграл, анимация

## Определение
Пусть функция {\displaystyle f(x)} определена на  отрезке {\displaystyle [a;b]}. Разобьём {\displaystyle [a;b]} на части несколькими произвольными точками: {\displaystyle a=x_{0}<x_{1}<x_{2}<\ldots <x_{n}=b}. Тогда говорят, что произведено разбиение {\displaystyle R} отрезка {\displaystyle [a;b].}
Далее, для каждого {\displaystyle i} от {\displaystyle 0} до {\displaystyle n-1} выберем произвольную точку {\displaystyle \xi _{i}\in [x_{i};x_{i+1}]}.
Определённым интегралом от функции {\displaystyle f(x)} на отрезке {\displaystyle [a;b]} называется предел интегральных сумм при стремлении ранга разбиения к нулю {\displaystyle \lambda _{R}\rightarrow 0}, если он существует независимо от разбиения {\displaystyle R} и выбора точек {\displaystyle \xi _{i}}, то есть
{\displaystyle \int \limits _{a}^{b}f(x)dx=\lim \limits _{\lambda _{R}\rightarrow 0}\sum \limits _{i=0}^{n-1}f(\xi _{i})\Delta x_{i}}
Если существует указанный предел, то функция {\displaystyle f(x)} называется интегрируемой на {\displaystyle [a;b]} по Риману.

### Обозначения
- {\displaystyle a} — нижний предел.
- {\displaystyle b} — верхний предел.
- {\displaystyle f(x)} — подынтегральная функция.
- {\displaystyle \Delta x_{i}=x_{i+1}-x_{i}} — длина частичного отрезка.
- {\displaystyle \lambda _{R}=\sup {\Delta x_{i}}} — ранг разбиения, максимальная из длин частичных отрезков.

## Геометрический смысл

Определённый интеграл как площадь фигуры

Определённый интеграл от неотрицательной функции {\displaystyle \int \limits _{a}^{b}f(x)\,dx} численно равен площади фигуры, ограниченной осью абсцисс, прямыми {\displaystyle x=a} и {\displaystyle x=b} и графиком функции {\displaystyle f(x)}.

## Свойства
- Если {\displaystyle f} и {\displaystyle g} — интегрируемы на отрезке {\displaystyle [a,b]} функции, то их линейная комбинация {\displaystyle \alpha f+\beta g} также является интегрируемой на {\displaystyle [a,b]} функцией, причём {\displaystyle \int \limits _{a}^{b}(\alpha f+\beta g)(x)dx=\alpha \int \limits _{a}^{b}f(x)dx+\beta \int \limits _{a}^{b}g(x)dx.}
- Если {\displaystyle f} — интегрируемая на отрезке {\displaystyle [a,b]} функция, то справедливо {\displaystyle \int \limits _{a}^{b}f(x)dx=-\int \limits _{b}^{a}f(x)dx.}
- Если {\displaystyle f} — интегрируемая в окрестности точки {\displaystyle a} функция, то справедливо {\displaystyle \int \limits _{a}^{a}f(x)dx=0}[3].
- Если функция {\displaystyle f(x)} интегрируема по Риману на {\displaystyle [a;b]}, то она ограничена на нем.

## Примеры вычислений
Далее приведены примеры расчёта определённых интегралов с помощью формулы Ньютона — Лейбница.
1. {\displaystyle \int \limits _{8}^{9}x^{2}\,dx={\frac {x^{3}}{3}}{\Big |}_{8}^{9}={\frac {729}{3}}-{\frac {512}{3}}={\frac {217}{3}}=72{,}(3)\approx 72{,}3}
2. {\displaystyle \int \limits _{1}^{b}{\frac {dx}{x}}=\ln x{\Big |}_{1}^{b}=\ln b}
3. {\displaystyle \int \limits _{1}^{4}{\frac {2dx}{x}}=2\ln x{\Big |}_{1}^{4}\approx 2{,}8}